# Europäischer Stein- und Braunkohleverband
Der Europäische Stein- und Braunkohleverband (engl. European Association for Coal and Lignite, kurz Euracoal) ist ein Branchenverband der Europäischen Kohleindustrie. Der Verband mit Sitz in Brüssel ist Dachverband der nationalen Organisationen und wurde 2003 gegründet.
Zu den Mitgliedern zählen der Deutsche Braunkohlen-Industrie-Verein und Gesamtverband Steinkohle.

## Positionen
Euracoal behauptet auf seiner Website, dass der Verband sowie die in ihm organisierten Braun- und Steinkohleunternehmen dafür einstünden, die im Klimaschutzvertrag von Paris vereinbarten Klimaschutzziele zu erfüllen. Medienberichten zufolge bezweifelt der Verband jedoch den Klimawandel. So erklärte z. B. Generalsekretär Brian Ricketts, der Klimawandel sei „politisch motiviert“, zudem sei der Weltklimarat IPCC ein politisches Gremium und habe nichts mit Wissenschaft zu tun. 2016 lud Euracoal den Klimaleugner Patrick Moore ein, der die nicht zuletzt von Treibhausgasemissionen aus der Kohleverbrennung verursachte globale Erwärmung bestreitet, um eine vom Verband bezahlte Rede vor EU-Offiziellen zu halten.

## Präsidenten
- Dietrich Böcker (2003–2005)[5]
- Nigel Yaxley (2005-)[6]
- Petr Pudil (-2010)
- Hartmuth Zeiß (seit 2010)[7]